# Grèce aux Jeux olympiques de la jeunesse d'hiver de 2012
La Grèce a participé aux Jeux olympiques de la jeunesse d'hiver de 2012 à Innsbruck en Autriche du 13 au 22 janvier 2012. L'équipe grecque était composée de trois athlètes dans deux sports.

## Résultats

### Ski alpin
La Grèce a qualifié un homme et une femme en ski alpin.
Homme
| Athlète                 | Épreuve      | Finale        | Finale          | Finale          | Finale          |
| Athlète                 | Épreuve      | Manche 1      | Manche 2        | Total           | Rang            |
| ----------------------- | ------------ | ------------- | --------------- | --------------- | --------------- |
| Massimiliano Valcareggi | Slalom       | 42 s 65       | 42 s 19         | 1 min 24 s 84   | 18              |
| Massimiliano Valcareggi | Slalom géant | 1 min 14 s 65 | N'a pas terminé | N'a pas terminé | N'a pas terminé |
| Massimiliano Valcareggi | Super-G      |               |                 | 1 min 05 s 55   | 8               |
| Massimiliano Valcareggi | Combiné      | 1 min 05 s 42 | N'a pas terminé | N'a pas terminé | N'a pas terminé |

Femme
| Athlète           | Épreuve      | Finale        | Finale        | Finale          | Finale          |
| Athlète           | Épreuve      | Manche 1      | Manche 2      | Total           | Rang            |
| ----------------- | ------------ | ------------- | ------------- | --------------- | --------------- |
| Anastasia Gkogkou | Slalom       | 50 s 00       | 46 s 15       | 1 min 36 s 15   | 21              |
| Anastasia Gkogkou | Slalom géant | 1 min 08 s 07 | 1 min 09 s 06 | 2 min 17 s 13   | 35              |
| Anastasia Gkogkou | Super-G      |               |               | N'a pas débutée | N'a pas débutée |

### Ski de fond
La Grèce a qualifié un homme.
Homme
| Athlète            | Épreuve      | Finale        | Finale |
| Athlète            | Épreuve      | Temps         | Rang   |
| ------------------ | ------------ | ------------- | ------ |
| Dimitrios Kyriazis | 10 km hommes | 40 min 40 s 8 | 48     |

Sprint
| Athlète            | Épreuve       | Qualification | Qualification | Quart de finale | Quart de finale | Demi-finale  | Demi-finale  | Finale       | Finale       |
| Athlète            | Épreuve       | Total         | Rang          | Total           | Rang            | Total        | Rang         | Total        | Rang         |
| ------------------ | ------------- | ------------- | ------------- | --------------- | --------------- | ------------ | ------------ | ------------ | ------------ |
| Dimitrios Kyriazis | Sprint hommes | 2 min 00 s 22 | 42            | Non qualifié    | Non qualifié    | Non qualifié | Non qualifié | Non qualifié | Non qualifié |